# Зась Станіслав Васильович
Зась Станіслав Васильович (білорус. Станісла́ў Васі́левіч Зась; нар. 18 серпня 1964, Чернігів, Чернігівська область, УРСР, СРСР) — білоруський військовий і державний діяч, генерал-лейтенант (2016). З 1 січня 2020 року по 1 січня 2023 року — генеральний секретар ОДКБ. 

## Біографія
Народився у Чернігові у сім'ї військового. У 1981 році закінчив Мінське суворовське військове училище, а в 1985 році — Бакинське вище загальновійськове командне училище. Служив у Збройних силах СРСР на різних командних посадах, остання посада в Радянській армії — заступник командира батальйону. 
Із 1992 року — в лавах Збройних сил Білорусі. Служив заступником начальника оперативного управління Генерального штабу Збройних сил Білорусі. У 1996 році закінчив Військову академію Республіки Білорусь, а в 2005 році — Військову академію Генерального штабу Збройних сил Російської Федерації. 
Із 29 серпня 2008 року — заступник державного секретаря Ради безпеки Республіки Білорусь. Із 1 липня 2015 року виконував обов'язки державного секретаря Ради безпеки, а з 4 листопада 2015 по 3 січня 2020 року — державний секретар Ради безпеки Республіки Білорусь. 
1 січня 2020 року Рада колективної безпеки ОДКБ призначила Зася генеральним секретарем цієї організації строком на три роки. 
Підтримав прохання президента Казахстану Касим-Жомарта Токаєва до ОДКБ про військову допомогу через масові акції протесту в Казахстані. Зась як генеральний секретар ОДКБ став одним з ініціаторів та виконавців операції ОДКБ в Казахстані.

## Нагороди
- Орден Вітчизни III ступеня (Білорусь)
- Ювілейна медаль «50 років Перемоги у Великій вітчизняній війні 1941-1945 рр.» (Білорусь)
- едаль «50 рокПеремоги у Великій вітчизняній війні 1941-1945ів
- Медаль «60 років Збройних сил СРСР» (СРСР)
- Медаль «70 років Збройних сил СРСР» (СРСР)
- Медаль за бездоганну службу III ступеня (Міністерство оборони СРСР)